# Vzorvannyj ad
Vzorvannyj ad (russisk: Взорванный ад) er en sovjetisk spillefilm fra 1967 af Ivan Lukinskij.